# Alpenverein Kufstein
Der Alpenverein Kufstein ist eine Sektion des Österreichischen Alpenvereins. Er wurde 1877 gegründet und ist mit 6682 Mitgliedern eine der größten Sektionen. 

## Hütten
- Anton-Karg-Haus
- Stripsenjochhaus

## Kletterhalle
Die Sektion betreibt eine Kletterhalle in Kufstein.

## Bekannte Mitglieder
- Anton Karg (1835–1919) war Bürgermeister der Stadt Kufstein und Wegbereiter der touristischen Erschließung des Kaisergebirges in Tirol.
- Joseph Leumpert (1904–1992), Fotograf und Bergsteiger